# Russisch-Orthodoxe Altritualistische Kirche

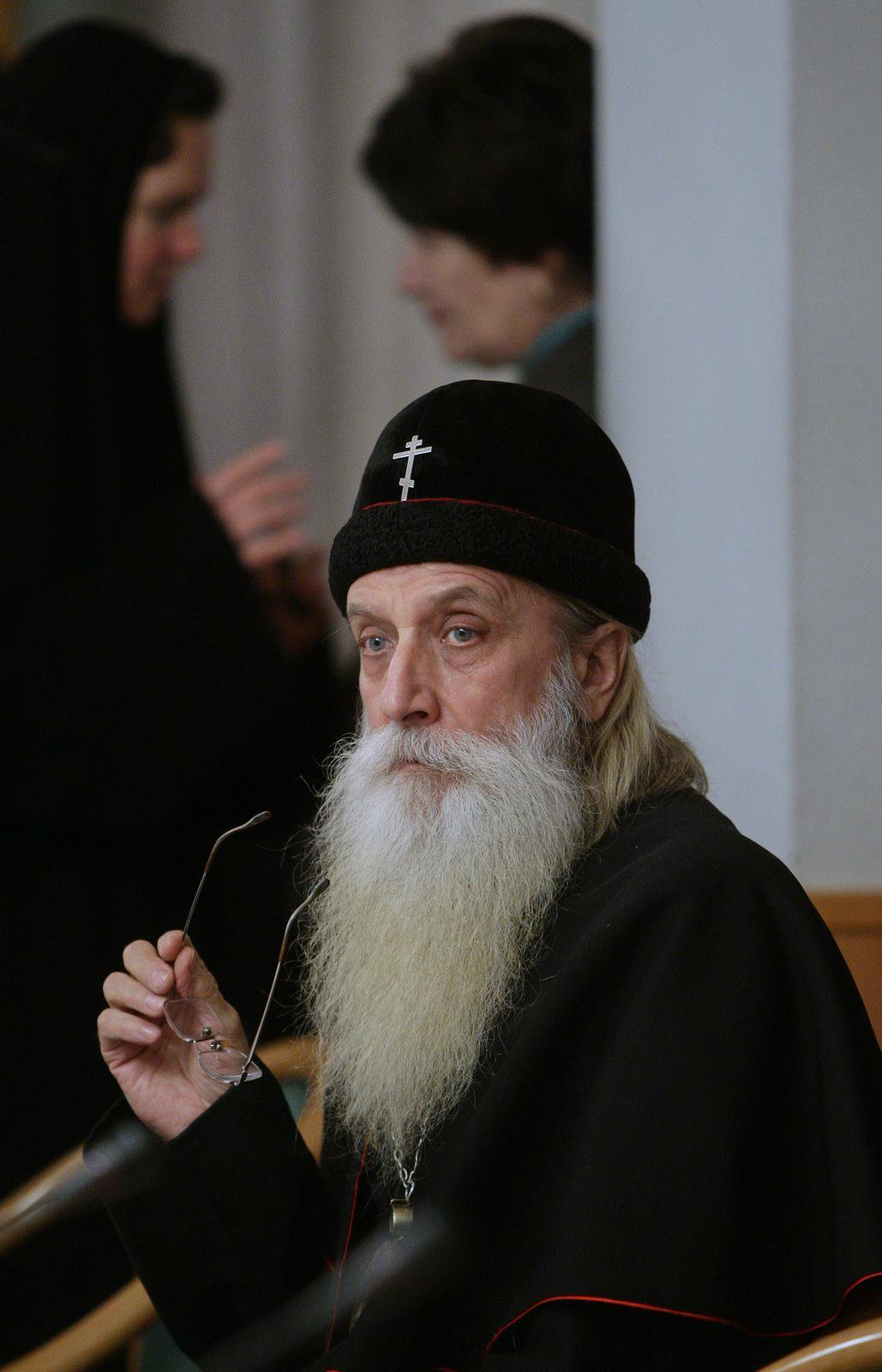
Kornili, Metropolit von Moskau und ganz Russland

Die Russisch-Orthodoxe Altritualistische Kirche (russisch Русская Православная Старообрядческая Церковь) ist eine Orthodoxe Kirche der Priesterlichen  Altgläubigen (Popowzy), die aus einer Spaltung innerhalb der Russisch-Orthodoxen Kirche aufgrund der liturgischen Reformen des Patriarchen Nikon in der zweiten Hälfte des 17. Jahrhunderts in Russland entstanden ist. Die Russisch-Orthodoxe Altritualistische Kirche verwarf die Änderungen des Patriarchen Nikon und behielt den Altrussischen Ritus bei.

## Kirchen der Priesterlichen Altgläubigen
Vom 18. Jahrhundert bis 1988 lautete die offizielle Bezeichnung der Russisch-Orthodoxen Altritualistische Kirche: „Altorthodoxe Kirche Christi“ (russisch Древлеправославная Церковь Христова). Sie ist nicht zu verwechseln mit der Russisch-Altorthodoxen Kirche (Hierarchie von Nowosybkow) (russisch Русская Древлеправославная Церковь), einer weiteren Kirche der Altgläubigen. „Drewleprawoslawije“ („Alte/Antike Orthodoxie“) war die gemeinsame Selbstbezeichnung der Altgläubigen und ihrer Sache seit dem 17. Jahrhundert.
Die Russisch-Orthodoxe Altritualistische Kirche ist – gemeinsam mit der „Lipowanischen Christlichen Kirche vom Alten Ritus“ (russisch Русская Православная церковь) – eine der beiden Kirchen der Altgläubigen, die zur Hierarchie von Belaja Kriniza (russisch Белая Криница, heute ukrainisch Bila Krynyzja, rumänisch Fântâna-Albă; ein Dorf in der Oblast Tscherniwzi, Ukraine) gehören. Seit 1940 befindet sich der Sitz in Brăila, wo heute noch eine bedeutende lipowanische Minderheit lebt.
Das Oberhaupt der Russisch-Orthodoxen Altritualistischen Kirche trägt seit 1988 den Titel eines Metropoliten von Moskau und ganz Russland. Der Metropolit hat seine Residenz auf dem Rogoschskoje-Friedhof in Moskau. Der derzeitige Metropolit ist Kornili (Titow); der ehemalige Bischof von Kasan und Wjatka, wurde vom Heiligen Rat am 18. Oktober 2005 gewählt. Er wurde als Metropolit am 23. Oktober 2005 eingeführt.

## Hierarchie von Bila Krynyzja
Bischof Pawel Kolomenski (Павел Коломенский) war der einzige Bischof gewesen, der die Reformen Nikons abgelehnt hatte. Als er 1656 den Märtyrertod gestorben war, hatten die Altgläubigen keinen hohen Geistlichen, der neue Priester weihen konnte. Sie mussten daher neue Priester aus der offiziellen russischen Kirche abwerben und ihnen das Sakrament der Myronsalbung spenden, dadurch waren sie von der offiziellen Kirche indirekt abhängig. 1848 gewannen Altgläubige in Österreich den kanonisch geweihten griechischen Bischof Ambrosios (Andrei Georgijewitsch Popowitsch) von Sarajewo und Bosnien, der auf Druck der türkischen Behörden seinen Bischofssitz hatte aufgeben müssen, für das Altgläubigentum. Im Kloster in Bila Krynyzja, in der damals österreichischen Bukowina, weihte Ambrosios 1849 Bischof Kiril (Timofejew) und Sophroni, Bischof von Simbirsk und begründete damit die Altgläubigen-Hierarchie von Bila Krynyzja.

## Zarenzeit
Die Tätigkeit der Hierarchie von Belaja Kriniza auf dem Territorium des Russischen Reiches wurde sowohl durch zahlreiche Obstruktionsversuche der kaiserlichen russischen Behörden, als auch durch eine interne Spaltung behindert. Die Situation veränderte sich grundlegend mit der Veröffentlichung des sogenannten Toleranzedikts des Zaren vom 17. April 1905 „Über die Festigung der Grundlagen der Glaubensfreiheit“, der kurz darauf die „Entsiegelung“ der Altäre in dem wichtigsten religiösen und kulturellen Zentrum der Altgläubigen, dem  Rogoschskoje-Friedhof folgte und den Altgläubigen eine ungehinderte Entfaltung ihres kirchlichen Lebens ermöglichte.

## Sowjetzeit

Das russisch-orthodoxe Kreuz; die Altgläubigen erkennen nur dieses Kreuz an

Nach der Machtübernahme der Bolschewiki 1917 und während des Bürgerkriegs wurde die Altritualistische Kirche genauso wie ihre frühere Rivalin, die „Nikonianische“ Russisch-Orthodoxe Kirche unzähligen Leiden und Verfolgungen ausgesetzt. 1940 ernannte Sawa, der Bischof von Kaluga, der einzige altritualistische Bischof, der nicht von den sowjetischen Behörden inhaftiert worden war, einen Irinarch, den Bischof von Samara und Ufa, zum Bischof von Moskau. Der Zeit der Verfolgung folgte eine Periode der relativen Stabilität, allerdings unter strikter Kontrolle durch die sowjetischen Geheimdienste. Doch auch die Zeit der Perestroika und die anschließenden Veränderungen im politischen, kulturellen und wirtschaftlichen Leben hatten wenig Einfluss auf die Position der Altritualistischen Kirche in der russischen Gesellschaft. Die 17-jährige Amtszeit des Metropoliten Alimpi (Gusew), der 1988 gewählt worden war, wurde als eine Zeit der „Rückbesinnung“ gewertet.

## Gegenwart
Sein 2004 gewählter Nachfolger, Metropolit Andrian (Tschetwergow), zeigte sich als talentierter und charismatischer Führer, der sich intensiv für die Formulierung und Verbreitung der kulturellen und religiösen „Botschaft“ der Altgläubigen für die moderne russische Gesellschaft einsetzte. Obwohl er sich selbst in seinen öffentlichen Erklärungen als traditionalistisch und konservativ darstellte, machte Andrian einen bedeutenden Schritt nach vorn zu einem Dialog mit der Russisch-Orthodoxen Kirche und dem russischen politischen Establishment. Durch den plötzlichen Tod des Metropoliten Andrian am 10. August 2005 während einer Wallfahrt im Voruralgebiet, fand dieser „Neue Kurs“ ein vorläufiges Ende. Allerdings bestätigte der neue Metropolit Kornili, der am 18. Oktober 2005 gewählt wurde, dass er die Politik der Offenheit gegenüber der russischen Gesellschaft, die von seinem Vorgänger begonnen wurde, fortsetzen wolle.
Die Kirche unterstützte den Russischen Überfall auf die Ukraine 2022. Diese Position werde zu einem Bruch mit der rumänischen Bruderschaft und dem Verlust von 60 Pfarreien in der Ukraine führen, so der Berichterstatter der Nowaja gaseta.

## Organisation

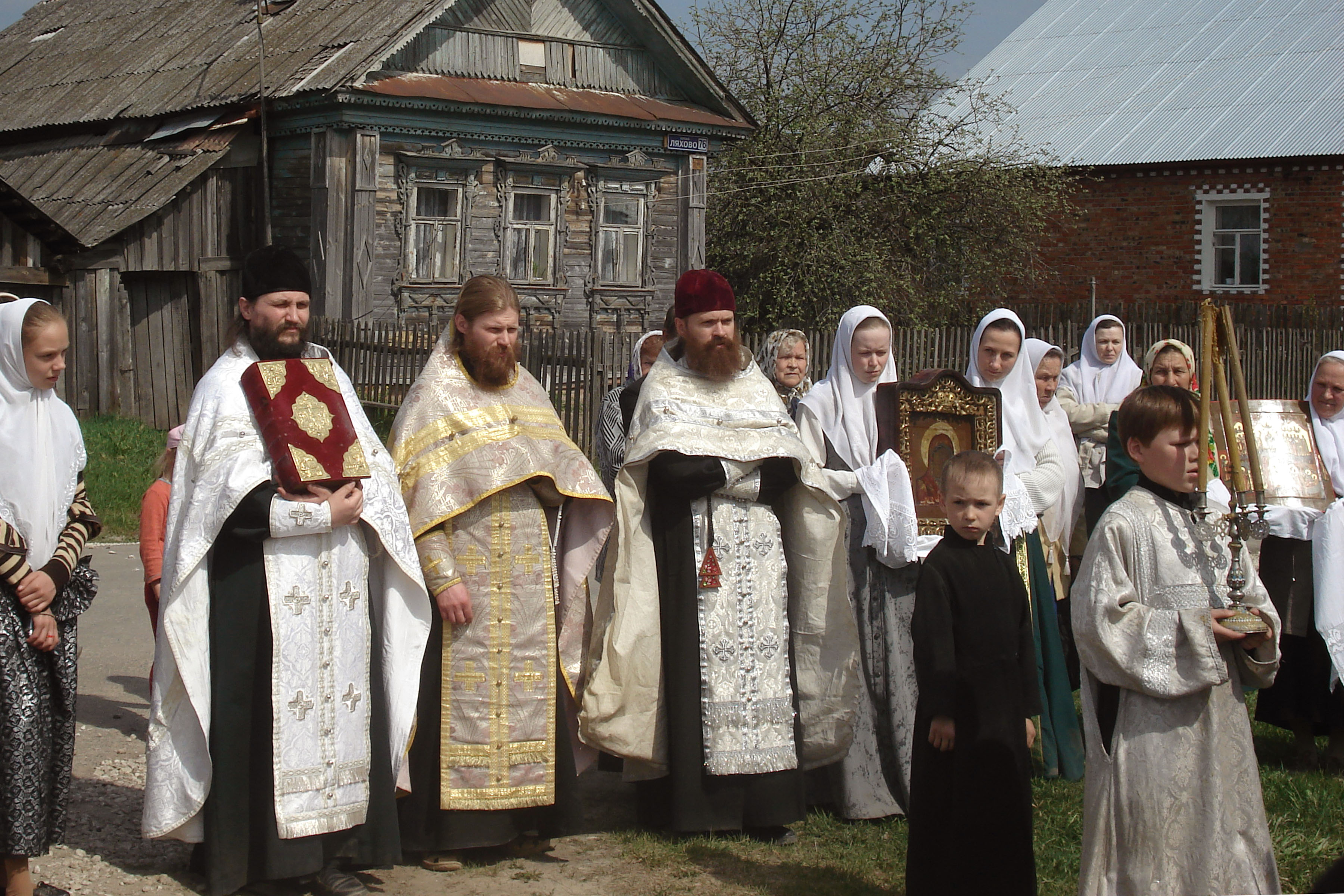
Ein Gottesdienst. Die Russisch-Orthodoxe Altritualistische Kirche. Ljachowo (Gusliza), Oblast Moskau

Das Oberhaupt der Kirche ist der Metropolit von Moskau und ganz Russland mit Sitz auf dem Rogoschskoje-Friedhof in Moskau. Er wird vom höchsten Gremium der Kirche, dem Heiligen Rat (Освященный Собор), gewählt. Der Rat ernennt auch die Mitglieder des Rates des Metropoliten. Der Russisch-Orthodoxen Altritualistischen Kirche gehören heute schätzungsweise etwa 500.000 Menschen an.
Die Kirche hat fünf lokale Bischöfe und mehr als 250 Gemeinden in Russland, der Ukraine, Belarus und Kasachstan. Die Russisch-Orthodoxe Altritualistische Kirche hat 12 Eparchien, elf befinden sich auf dem Gebiet der ehemaligen Sowjetunion und eine liegt in Deutschland: Moskau, Kiew und die Ukraine, Kischinjow und Moldawien, Nowosibirsk und Sibirien, Jaroslawl-Kostroma, Sankt Petersburg-Twer, Nischni Nowgorod und Wladimir, Kasan-Wjatka, Don und Kaukasus, Ural und Ferner Osten. Die Eparchie Augsburg umfasst Deutschland und das Baltikum.
Seit mehreren Jahren gibt es Versuche zur Wiederherstellung der Schulen für die Ausbildung von Priestern für die Altritualistische Kirche.

## Ersthierarchen der Hierarchie von Bila Krynyzja
in Ungarn und Rumänien (in Bila Krynyzja, zeitweise in Brăila, Rumänien):
| Ambrosios (Amvrosi), Metropolit von Belaja Kriniza                                                        | 28. Oktober 1846 bis 26. Juli 1848 († 30. Oktober 1863) |
| Kiril (Timofejew), Bischof von Belaja Kriniza und Metropolit aller Altritualistischer Orthodoxer Christen | 4. Januar 1849 – † 2. Dezember 1873                     |
| Afanasi (Makurow)                                                                                         | 9. Mai 1874 – † 1. Oktober 1905                         |
| Makari | 10. September 1906 – ?                                  |
| Silujan                                                                                                   | 1936 – † um 1941                                        |
| Innokenti (Usow)                                                                                          | 1942                                                    |
| Tichon (Kachalkin), Metropolit von Belaja Kriniza                                                         | 1943 – † 4. März 1968                                   |
| Joasaph                                                                                                   | 1972–1982 († 2. Januar 1985)                            |
| Timon (Gavrilow)                                                                                          | 1985 – 21. August 1996                                  |
| Leonti (Isotow)                                                                                           | 24. Oktober 1996 – jetzt                                |

in Russland
| Sophroni, Bischof von Simbirsk                                                         | 3. Januar 1849–1853                   |
| Antoni (Schutow), Bischof von Wladimir 1853–1863; Bischof von Moskau und ganz Russland | 1863 – † 1881                         |
| Sawati (Lewschin), Bischof von Moskau                                                  | 10. Oktober 1882–1898                 |
| Joann (Kartuschin), Bischof von Moskau und ganz Russland                               | 16. Oktober 1898 – † 24. April 1915   |
| Meleti (Kartuschin), Bischof von Moskau und ganz Russland                              | 30. August 1915 – † 1934              |
| locum tenens: Wikenti (Nikitin), Bischof vom Kaukasus                                  | 1934 – † 12. April 1938 (in Haft)     |
| Sawa, Bischof von Kaluga, Smolensk und Brjansk                                         | † 1943                                |
| Irinarch (Parfenow), Bischof von Moskau und ganz Russland                              | 1940 – † 7. März 1952                 |
| Flawian (Slesarjew)                                                                    | 16. März 1952 – † 25. Dezember 1960   |
| Josif (Morschakow)                                                                     | 19. Februar 1961 – † 3. November 1970 |
| Nikodim (Latyschew)                                                                    | 24. Oktober 1971 – † 11. Februar 1986 |
| locum tenens: Anastasi (Kononow)                                                       | 14. Februar 1986 – † 9. April 1986    |
| locum tenens: Alimpi (Gusew), Bischof von Klintsi                                      | 13. April 1986 bis 6. Juli 1986       |
| Alimpi (Gusew)                                                                         | 6. Juli 1986 – † 31. Dezember 2003    |
| Andrian (Tschetwergow), Metropolit von Moskau und ganz Russland                        | 9. Februar 2004 – † 10. August 2005   |
| locum tenens: Joann (Wituschkin), Bischof von Kostroma und Jaroslawl                   | 11. August 2005 bis 18. Oktober 2005  |
| Kornili (Titow)                                                                        | 18. Oktober 2005 – jetzt              |